# José Durand Laguna
José Durand Laguna (7 de novembre de 1885 - 1 de febrer de 1965) fou un futbolista argentí

## Selecció del Paraguai
Fou l'entrenador de l'equip paraguaià a la Copa del Món de 1930 així com a la Copa Amèrica de 1921 i 1929.